# Liste der Bodendenkmäler in Utting am Ammersee
Auf dieser Seite sind die Bodendenkmäler in der oberbayerischen Gemeinde Utting am Ammersee zusammengestellt. Diese Tabelle ist eine Teilliste der Liste der Bodendenkmäler in Bayern. Grundlage ist die Bayerische Denkmalliste, die auf Basis des Bayerischen Denkmalschutzgesetzes vom 1. Oktober 1973 erstmals erstellt wurde und seither durch das Bayerische Landesamt für Denkmalpflege geführt wird. Die folgenden Angaben ersetzen nicht die rechtsverbindliche Auskunft der Denkmalschutzbehörde.

## Bodendenkmäler der Gemeinde Utting am Ammersee

### Bodendenkmäler in der Gemarkung Hechenwang
| Lage                  | Objekt | Akten-Nr.     | Bild |
| --------------------- | --- | ------------- | ---- |
| Hechenwang (Standort) | Abgegangene Kirche des Mittelalters und der frühen Neuzeit mit aufgelassenem Friedhof (St. Michael in Achselschwang). Siehe auch: Achselschwang | D-1-7932-0037 |      |
| Hechenwang (Standort) | Straße der römischen Kaiserzeit. (Teilstück der Trasse Augsburg-Brenner). Siehe auch: Römische Kaiserzeit                                       | D-1-7932-0098 |      |

### Bodendenkmäler in der Gemarkung Rieden a.Ammersee
| Lage                                        | Objekt | Akten-Nr.     | Bild           |
| ------------------------------------------- | --- | ------------- | -------------- |
| Rieden a.Ammersee (Standort)                | Verebnete Grabhügel vorgeschichtlicher Zeitstellung.                                                                         | D-1-7932-0082 |                |
| Rieden a.Ammersee (Standort)                | Straße der römischen Kaiserzeit (Teilstück der Trasse Augsburg-Brenner).                                                     | D-1-7932-0104 |                |
| Rieden a.Ammersee Schmiedberg 12 (Standort) | Untertägige mittelalterliche und frühneuzeitliche Befunde im Bereich der Katholischen Filialkirche St. Ulrich in Holzhausen. | D-1-7932-0168 | weitere Bilder |

### Bodendenkmäler in der Gemarkung Utting a.Ammersee
| Lage                                            | Objekt | Akten-Nr.     | Bild           |
| ----------------------------------------------- | --- | ------------- | -------------- |
| Utting a.Ammersee (Standort)                    | Viereckschanze der späten Latènezeit. Siehe auch: Viereckschanze, Latènezeit, siehe auch Burgstall Lachen                                                | D-1-7932-0035 | weitere Bilder |
| Utting a.Ammersee (Standort)                    | Körpergräber des frühen Mittelalters. Siehe auch: Körpergrab                                                                                             | D-1-7932-0038 |                |
| Utting a.Ammersee (Standort)                    | Körpergräber des frühen Mittelalters. | D-1-7932-0041 |                |
| Utting a.Ammersee (Standort)                    | Straße der römischen Kaiserzeit (Teilstück der Trasse Augsburg-Brenner).                                                                                 | D-1-7932-0103 |                |
| Utting a.Ammersee Ludwigstraße 12 (Standort)    | Untertägige mittelalterliche und frühneuzeitliche Befunde im Bereich der Katholischen Pfarrkirche Mariä Heimsuchung in Utting und ihrer Vorgängerbauten. | D-1-7932-0132 | weitere Bilder |
| Utting a.Ammersee Dießener Straße 14 (Standort) | Untertägige spätmittelalterliche und frühneuzeitliche Befunde im Bereich der Katholischen Filialkirche St. Leonhard in Utting und ihres Vorgängerbaus.   | D-1-7932-0133 | weitere Bilder |